# Der Zauberer

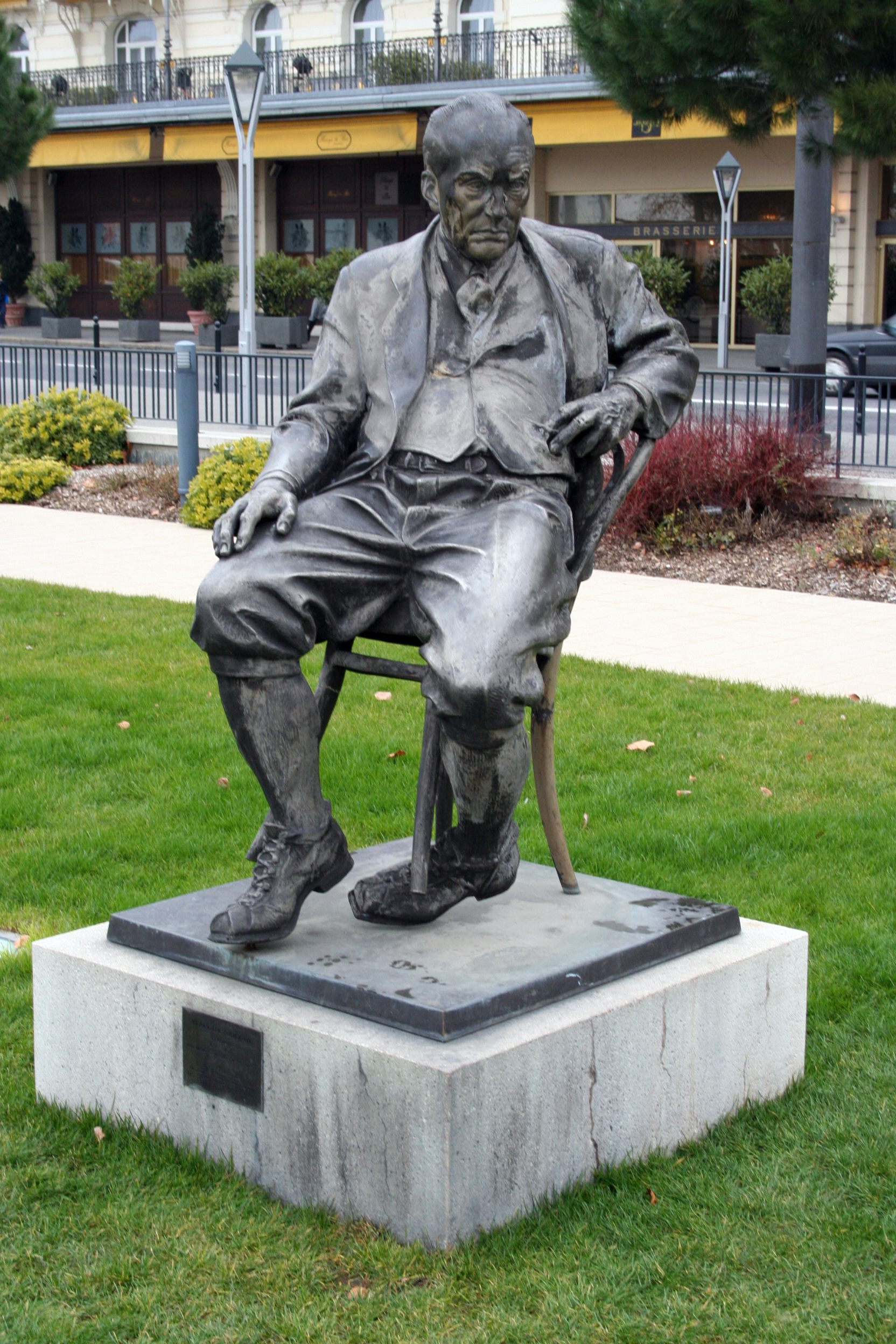
Nabokov-Denkmal in Montreux

Der Zauberer, auch Der Bezauberer (russisch: Волшебник Wolschebnik) ist eine Erzählung des russisch-amerikanischen Schriftstellers Vladimir Nabokov, die dieser während seines Exils in Paris auf Russisch im Oktober und November 1939 verfasste. Die Erzählung weist einzelne Elemente auf, die Parallelen zu Nabokovs bedeutendstem Werk  Lolita haben. Während Lolita bereits 1955 erstmals veröffentlicht wurde, erschien die Erzählung 1986 posthum unter dem Titel The Enchanter. Es wurde von Vladimir und Véra Nabokovs Sohn Dmitri ins Englische übersetzt, das russische Original wurde erstmals 1991 veröffentlicht.

## Inhalt
Die Erzählung hat wie Lolita als Hauptfigur einen Mann im mittleren Lebensalter, hier mit Namen Arthur, der pädophile Neigungen hat. Der Protagonist beobachtet in einem Park ein veilchenblau gekleidetes, präpubertäres Mädchen und fühlt sich zu diesem hingezogen. Kurze Zeit später heiratet er die als ein wenig abstoßend beschriebene verwitwete Mutter des kindlichen Mädchens, um es täglich sehen zu können. Nach dem Tod der Mutter an den Folgen einer Operation misslingt eine sexuelle Annäherung in einem Hotelzimmer, und Arthur wirft sich vor einen Lastwagen.

## Entstehung
Als erste Inspiration für diese Novelle nennt Nabokov in einem 1956 verfassten Nachwort zu seinem Roman Lolita eine Zeitungsmeldung über einen Affen im Jardin des Plantes, der die Gitterstäbe seines Käfigs gezeichnet haben soll:

„Der erste leise Pulsschlag von Lolita durchlief mich Ende 1939 oder Anfang 1940 in Paris, zu einer Zeit, als ich mit einem schweren Anfall von Interkostalneuralgie darniederlag. Soweit ich mich erinnern kann, wurde der initiale Inspirationsschauer von einem Zeitungsartikel über einen Menschenaffen im Jardin des Plantes ausgelöst, der, nachdem ihn ein Wissenschaftler monatelang getriezt hatte, die erste je von einem Tier hingekohlte Zeichnung hervorbrachte: Die Skizze zeigte die Gitterstäbe des Käfigs der armen Kreatur. Der Impuls, den ich hier festhalte, hatte keine direkte Beziehung zu dem sich daraus ergebenden Gedankengang, der indessen zu einem Prototyp meines vorliegenden Romans, einer Kurzgeschichte von etwa dreißig Seiten Länge.“

Er gibt in dem gleichen Nachwort an, diese Erzählung bald nach seiner Übersiedlung in die Vereinigten Staaten 1940 vernichtet zu haben. Darin täuschte sich Nabokov allerdings. Die Erzählung wurde im Februar 1959 unter anderen Papieren wiedergefunden. Wenig später schrieb er an den Verlagsleiter von G.P. Putnams, dem US-amerikanischen Verlag, in dem nach langer Kontroverse 1958 die US-amerikanische Ausgabe seines Romans Lolita erschien.

„Ich habe Wolschebnik jetzt mit sehr viel mehr Vergnügen wiedergelesen, verglichen mit dem, das ich während der Arbeit an Lolita hatte, als es mir in der Erinnerung wie irgendein totes Zeug vorkam.“

Der die Gitterstäbe seines Käfigs darstellende Menschenaffe gilt allgemein als Metapher sowohl für die Geistesverfassung von Arthur, der Hauptperson der Erzählung als auch von Humbert Humbert, der Hauptperson des Romans Lolita. Sie sind beide gefangen in ihrer eigenen Obsession, während sie parallel die normale freie Welt vor sich liegen sehen. Ein Ausbruch aus dem Käfig macht sie zum Verbrecher. Wie der Nabokov-Experte Dieter E. Zimmer jedoch ausführlich nachweist, täuscht sich Nabokov in seinem erläuternden Nachwort mehrfach. Dessen Zeitangabe kann nicht zutreffend sein, weil Nabokov die Arbeiten an der Erzählung im November 1939 abschloss. Zudem war dies weder die erste bekannt gewordene Zeichnung eines Menschenaffens noch kann diese Käfigstäbe zeigen. Über Kritzelzeichnungen von Menschenaffen wurde in den ersten Jahrzehnten des 20. Jahrhunderts mehrfach berichtet. Es sind sich heute jedoch alle Primatenforscher einig, dass trotz ihrer motorischen Fähigkeiten Menschenaffen nicht im Stande sind, ein malerisches Abbild von etwas hervorzubringen, da sie nicht in der Lage sind, komplexe Gegenstände in ihre Teile zu zerlegen und die Relation zwischen ihnen zu zerlegen. Es gab in Berlin jedoch gegen Ende der 1930er Jahre einen Schimpansen, der fotografierte und dabei auch vor den Gitterstäben stehende Menschen fotografierte. Über diese Fotos wurde in der Presse ausführlich berichtet. Es gibt glaubhafte Indizien, dass Nabokov entweder diese Fotos sah oder 1949 in Nachbarschaft eines von ihm verfassten Leserbriefes ein solches Foto sah, das in Zusammenhang mit einer anderen Erzählung dort abgedruckt war.

## Kritische Würdigung
Marcel Reich-Ranicki bezeichnete die Erzählung Der Zauberer als ein vor allem psychologisches Porträt, eine scharfsinnige poetische Studie der sexuellen Obsession, gezeigt am Beispiel eines pathologisch veranlagten Mannes. Er nennt es auch ein nachdenkliches und vielschichtiges Prosastück von beängstigender Intensität, bei dem man Gefahr laufe, die Qualität der Erzählung zu unterschätzen, weil auf ihm der Schatten von Nabokovs unvergleichbarem Werk Lolita liege.

## Einzelbelege
1. ↑  Dieter E. Zimmer: Wirbelsturm Lolita. Auskünfte zu einem epochalen Roman. Rowohlt, Reinbek bei Hamburg 2008, S. 95.
2. ↑   Graham Vickers: Chasing Lolita: How Popular Culture Corrupted Nabokov's Little Girl All Over Again. Chicago Review Press, 2008, ISBN 978-1-556-52682-4. S. 33
3. ↑   Vladimir Nabokov in seinem 1956 verfassten Nachwort zum Roman Lolita
4. ↑  Vladimir Nabokov: Über ein Buch mit dem Titel »Lolita«. In: Derselbe: Lolita. Rowohlt, Reinbek bei Hamburg 1959, S. 330.
5. ↑   Graham Vickers: Chasing Lolita: How Popular Culture Corrupted Nabokov's Little Girl All Over Again. Chicago Review Press, 2008, ISBN 978-1-556-52682-4, S. 33. Im Original lautet das Zitat: „I have reread Volshebnik with considerably more pleasure than I experienced when recalling it as a dead scrap during my work on Lolita.“
6. ↑  Dieter E. Zimmer: Wirbelsturm Lolita. Auskünfte zu einem epochalen Roman. Rowohlt, Reinbek bei Hamburg 2008, S. 95 bis S. 103.
7. ↑  Dieter E. Zimmer: Wirbelsturm Lolita. Auskünfte zu einem epochalen Roman. Rowohlt, Reinbek bei Hamburg 2008, S. 97.
8. ↑   Marcel Reich-Ranicki: Vladimir Nabokov - Aufsätze. Ammann Verlag & Co, Zürich 1995. ISBN 3-250-10277-6. S. 66
9. ↑   Marcel Reich-Ranicki: Vladimir Nabokov - Aufsätze. Ammann Verlag & Co, Zürich 1995. ISBN 3-250-10277-6. S. 67